# Molenbeek-Saint-Jean

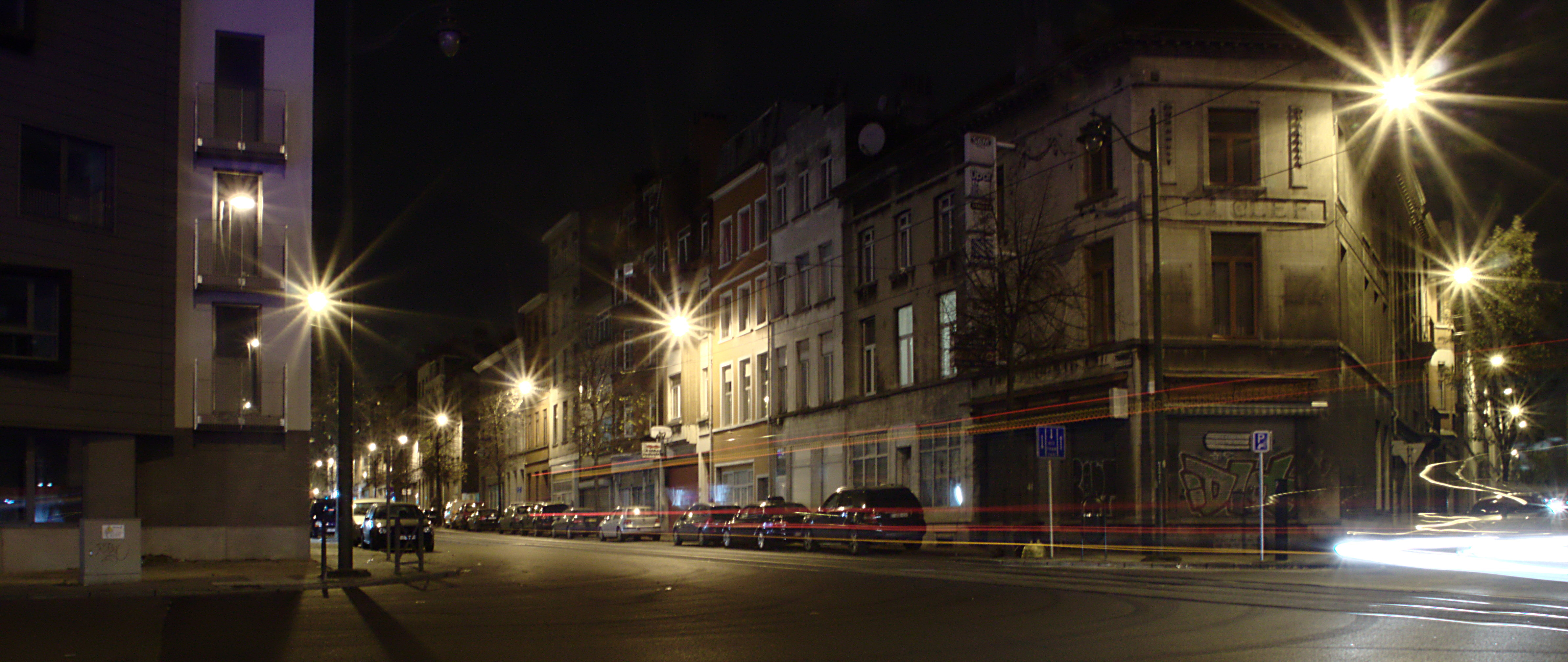
Rue Ninove ve večerních hodinách

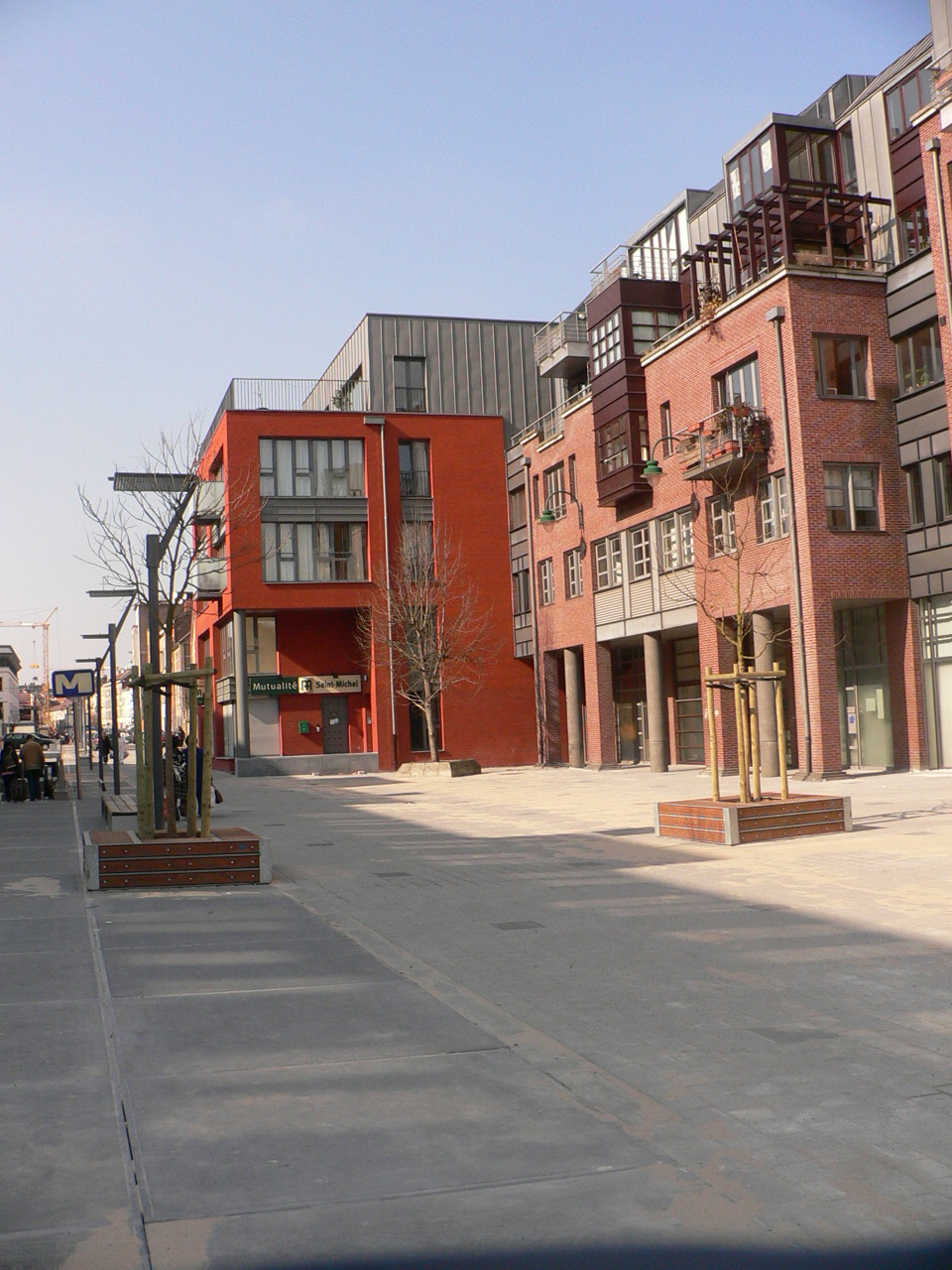
Okolí stanice metra Comte de Flandre

Molenbeek-Saint-Jean [molnbek sen žán] (nizozemsky Sint-Jans-Molenbeek) je belgickou obcí, jednou z devatenácti součástí Bruselského regionu. Její rozloha je 5,89 km² a je poměrně hustě osídlena – v roce 2015 měla 96 tisíc obyvatel. Molenbeek-Saint-Jean se nachází severozápadně od centra Bruselu; je od něho fyzicky oddělen kanálem.

## Poloha
Severně od Molenbeeku se nachází bazilika Sacré-Coeur v Koekelbergu, východně od Molenbeeku je centrum Bruselu; z jižní strany sousedí Molenbeek s Anderlechtem a ze západní strany s Berchem-Sainte-Agathe. Obec přetíná v severo-jižním směru železniční trať se Západním nádražím. Nachází se zde také významná přestupní stanice bruselského metra, kde se kříží všechny jeho čtyři linky.

## Historie
Ve středověku se jednalo o osadu, kde se většina lidí věnovala zemědělství a zásobovala Brusel obilím. Právě podle mlýna (francouzsky moulin, nizozemsky molen) získala svůj název. Příponu beek (potok) má podobně, jako řada jiných bývalých osad v okolí.
V padesátých a šedesátých letech 20. století se zde usadila významná marocká komunita původem především z oblasti Ríf. Molenbeek se stal mediálně známý po teroristických útocích v Paříži 13. listopadu 2015 a v Bruselu 22. března 2016 jako líheň islámského terorismu. Z tohoto prostředí pocházejí někteří teroristé, mimo jiné předpokládaný strůjce pařížských atentátů Abdelhamid Abaaoud a Salah Abdeslam, který byl zřejmě zapojen do přípravy obou teroristických činů.